# Google Public DNS
Google Public DNS là một Hệ thống phân giải tên miền (DNS) miễn phí được Google phát triển và ra mắt vào ngày 3 tháng 12 năm 2009, và hoạt động như một máy chủ tên miền đệ quy. Giống như các Hệ thống phân giải tên miền khác, Google Public DNS sẽ chuyển đổi tên miền mà con người có thể dễ dàng ghi nhớ thành địa chỉ IP tương ứng của chúng.
Tính đến năm 2018, đây là dịch vụ DNS công cộng lớn nhất thế giới, với hơn một nghìn tỷ truy vấn mỗi ngày.

## Lịch sử
Vào tháng 12 năm 2009, Google Public DNS được ra mắt với thông báo chính thức từ giám đốc sản phẩm của Google là Prem Ramaswami, cùng với một bài đăng khác trên blog Google Code.
Vào tháng 1 năm 2019, Google Public DNS đã áp dụng giao thức DNS qua TLS (DoT).

## Dịch vụ
Google Public DNS vận hành các máy chủ tên miền đệ quy với bốn địa chỉ IP được liệt kê bên dưới. Các địa chỉ này gửi dữ liệu tới máy chủ hoạt động gần nhất bằng định tuyến anycast.
| Lọc tên miền    | Không                                     |
| Qua ECS         | Có                                        |
| Xác thực DNSSEC | Có                                        |
| Thông qua DoH   | https://dns.google/dns-query              |
| Thông qua DoT   | dns.google                                |
| Thông qua IPv4  | 8.8.8.8 8.8.4.4                           |
| Thông qua IPv6  | 2001:4860:4860::8888 2001:4860:4860::8844 |